# Saint-Martory
Saint-Martory is een gemeente in het Franse departement Haute-Garonne (regio Occitanie). De plaats maakt deel uit van het arrondissement Saint-Gaudens. Saint-Martory telde op 1 januari 2022 1.039 inwoners.

## Geografie
De oppervlakte van Saint-Martory bedroeg op 1 januari 2022 8,3 vierkante kilometer; de bevolkingsdichtheid was toen 125,2 inwoners per km².

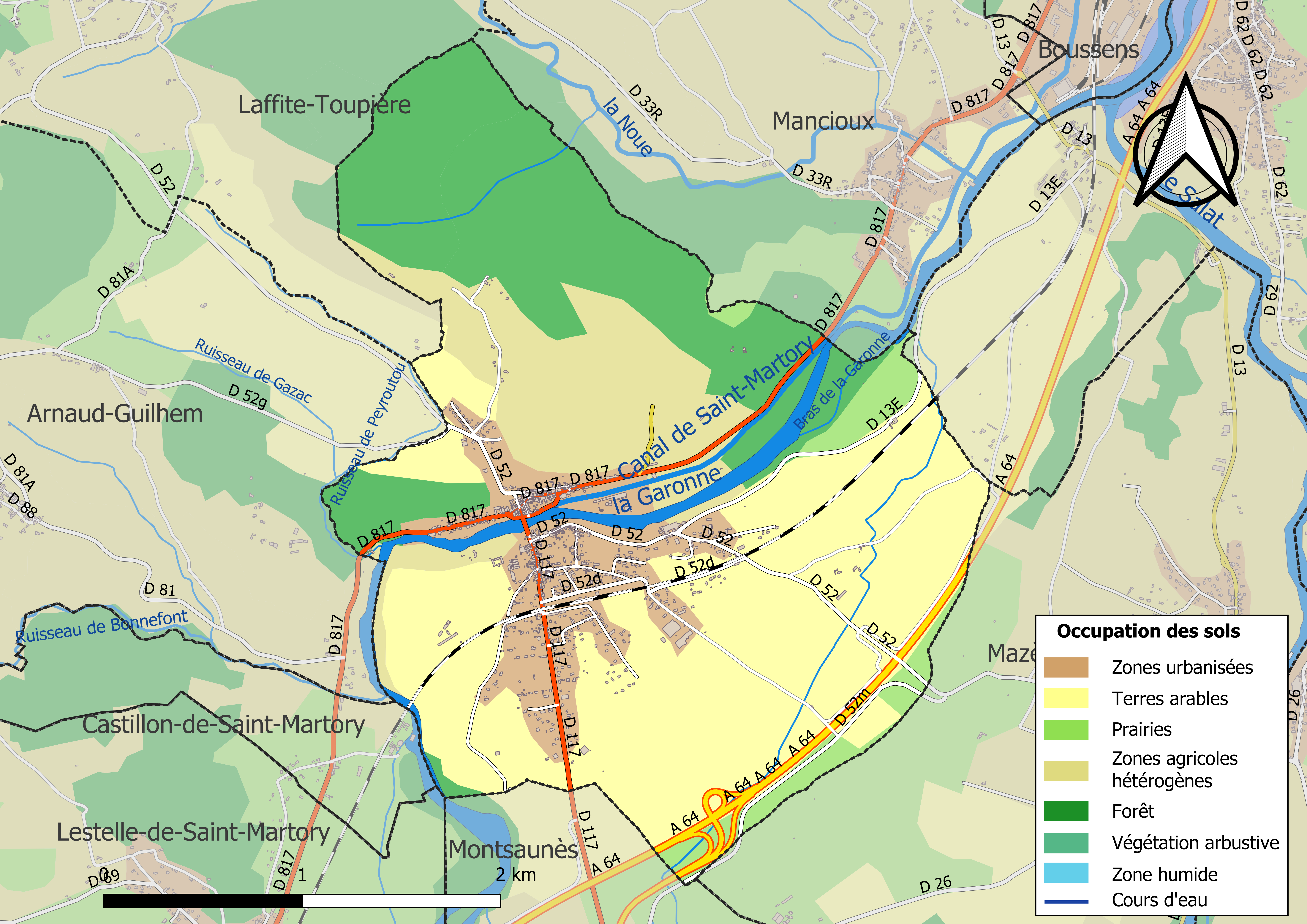
Kaart van de gemeente met belangrijkste infrastructuur, bodemgebruik en omliggende gemeenten

## Verkeer en vervoer
In de gemeente ligt spoorwegstation Saint-Martory.

## Demografie
De figuur toont het verloop van het inwonertal (bron: INSEE-tellingen).